# Microdon oligonax
Microdon oligonax är en tvåvingeart som beskrevs av Hull 1944. Microdon oligonax ingår i släktet myrblomflugor, och familjen blomflugor. Inga underarter finns listade i Catalogue of Life.